# Nycteola virescens
Nycteola virescens är en fjärilsart som beskrevs av Barend J. Lempke 1948. Nycteola virescens ingår i släktet Nycteola och familjen trågspinnare. Inga underarter finns listade i Catalogue of Life.